# Ameronothrus harioti
Ameronothrus harioti är en kvalsterart som först beskrevs av Michael 1891.  Ameronothrus harioti ingår i släktet Ameronothrus och familjen Ameronothridae. Inga underarter finns listade i Catalogue of Life.